# Olympische Sommerspiele 1920/Leichtathletik – 4 × 400 m (Männer)

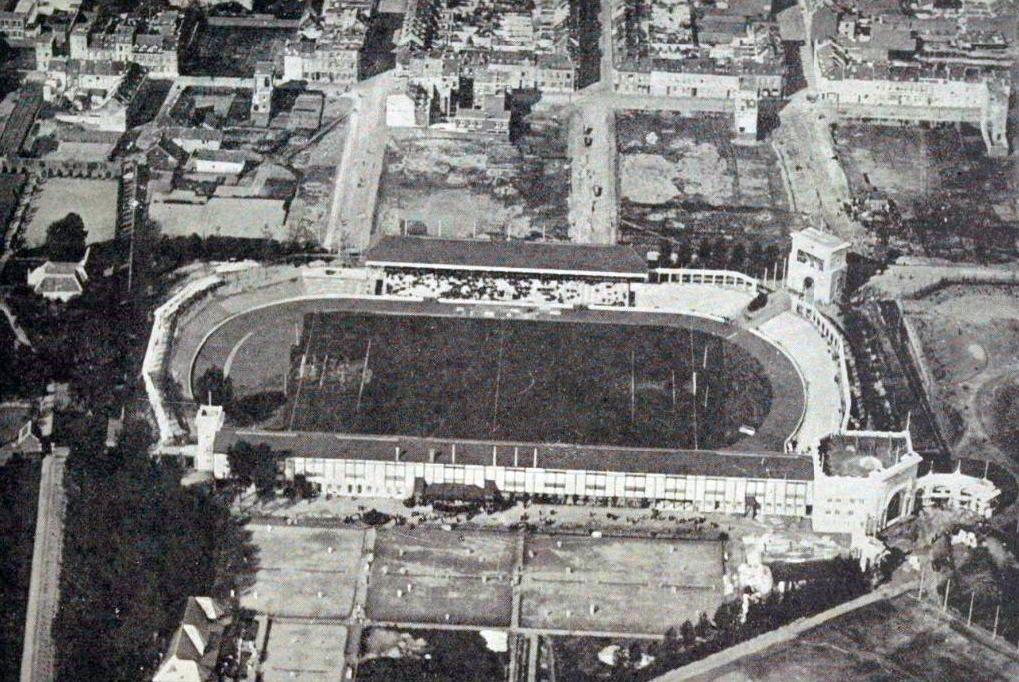
Das Antwerpener Olympiastadion

Die 4-mal-400-Meter-Staffel der Männer bei den Olympischen Spielen 1920 in Antwerpen wurde am 22. und 23. August 1920 im Antwerpener Olympiastadion ausgetragen. 24 Athleten nahmen daran teil.
Die Staffel Großbritanniens gewann die Goldmedaille in der Besetzung Cecil Griffiths, Robert Lindsay, John Ainsworth-Davis und Guy Butler.

Silber ging an das Team aus der Südafrikanischen Union mit Henry Dafel, Clarence Oldfield, Jack Oosterlaak und Bevil Rudd.

Bronze gewann Frankreich (Géo André, Gaston Féry, Maurice Delvart, André Devaux).
Eine Schweizer Staffel nahm nicht teil, Österreich und Deutschland waren von den Spielen 1920 ausgeschlossen.

## Bestehende Rekorde
| Weltrekord         | USA (Mel Sheppard, Edward Lindberg, Ted Meredith, Charles Reidpath) | 3:16,6 min | OS Stockholm, Schweden | 15. Juli 1912 |
| Olympischer Rekord | USA (Mel Sheppard, Edward Lindberg, Ted Meredith, Charles Reidpath) | 3:16,6 min | OS Stockholm, Schweden | 15. Juli 1912 |

Der bestehende olympische und gleichzeitig Weltrekord wurde bei den Spielen von Antwerpen um mehr als fünfeinhalb Sekunden verfehlt.

## Durchführung des Wettbewerbs
Am 22. August um 10.50 Uhr Ortszeit wurden zwei Vorläufe durchgeführt. Das Finale fand am 23. August um 15.00 Uhr statt.
Was die Organisatoren hier gedacht haben, ist nicht bekannt und kaum nachvollziehbar. Obwohl mit sechs Staffeln nur die für das Finale vorgesehene Anzahl von Teams zum Wettbewerb antrat, wurden beide angesetzten Vorläufe ausgetragen. Alle beteiligten Mannschaften – hellblau unterlegt – qualifizierten für den Endlauf.

## Vorläufe
Datum: 22. August 1920, 10.50 Uhr Ortszeit

### Vorlauf 1
| Platz | Staffel        | Besetzung                                                      | Zeit       | Anmerkung |
| ----- | -------------- | -------------------------------------------------------------- | ---------- | --------- |
| 1     | Belgien        | Jules Migeot Omer Corteyn Omer Smet François Morren            | 3:38,8 min |           |
| 2     | Großbritannien | Cecil Griffiths Robert Lindsay John Ainsworth-Davis Guy Butler | 3:40,9 min |           |
| 3     | Frankreich     | Géo André Gaston Féry Maurice Delvart André Devaux             | 3:46,6 min |           |

### Vorlauf 2
| Platz | Staffel               | Besetzung                                                | Zeit       | Anmerkung |
| ----- | --------------------- | -------------------------------------------------------- | ---------- | --------- |
| 1     | Südafrikanische Union | Henry Dafel Clarence Oldfield Jack Oosterlaak Bevil Rudd | 3:38,6 min |           |
| 2     | USA                   | George Schiller George Bretnall Ted Meredith Frank Shea  | 3:40,7 min |           |
| 3     | Schweden              | Sven Krokström Sven Malm Eric Sundblad Nils Engdahl      | 3:46,4 min |           |

## Finale
Datum: 23. August 1920, 15.00 Uhr Ortszeit
| Platz | Staffel               | Besetzung                                                      | Zeit       | Anmerkung |
| ----- | --------------------- | -------------------------------------------------------------- | ---------- | --------- |
| 1     | Großbritannien        | Cecil Griffiths Robert Lindsay John Ainsworth-Davis Guy Butler | 3:22,2 min |           |
| 2     | Südafrikanische Union | Henry Dafel Clarence Oldfield Jack Oosterlaak Bevil Rudd       | 3:23,4 min |           |
| 3     | Frankreich            | Géo André Gaston Féry Maurice Delvart André Devaux             | 3:23,9 min |           |
| 4     | USA                   | George Schiller George Bretnall Ted Meredith Frank Shea        | 3:24,0 min |           |
| 5     | Schweden              | />Sven Krokström Sven Malm />Eric Sundblad Nils Engdahl        | 3:24,7 min |           |
| 6     | Belgien               | Jules Migeot Omer Corteyn Omer Smet François Morren            | 3:25,5 min |           |

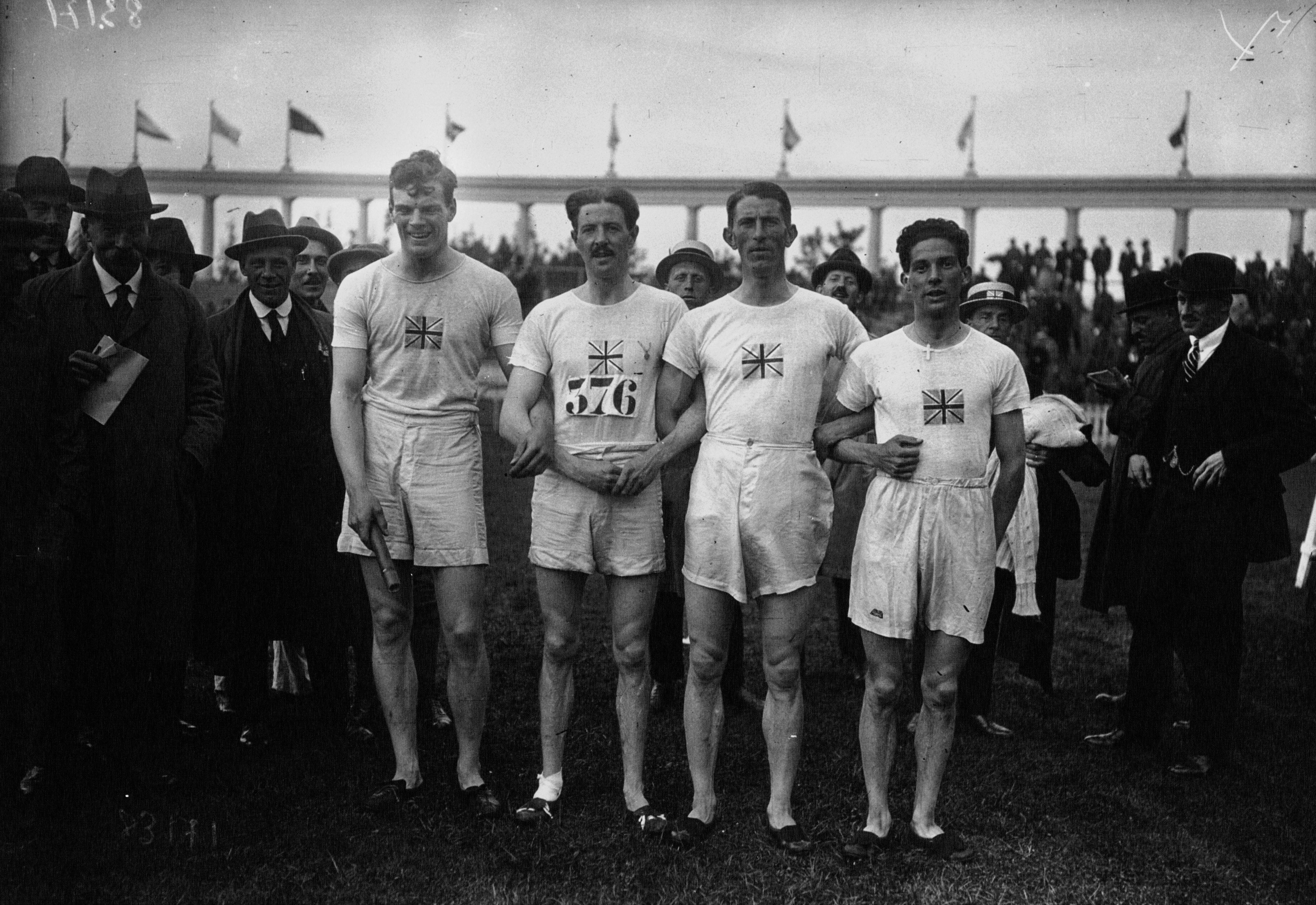
Das siegreiche britische Team (v. l. n. r.): Guy Butler, John Ainsworth-Davis, Robert Lindsay, Cecil Griffiths

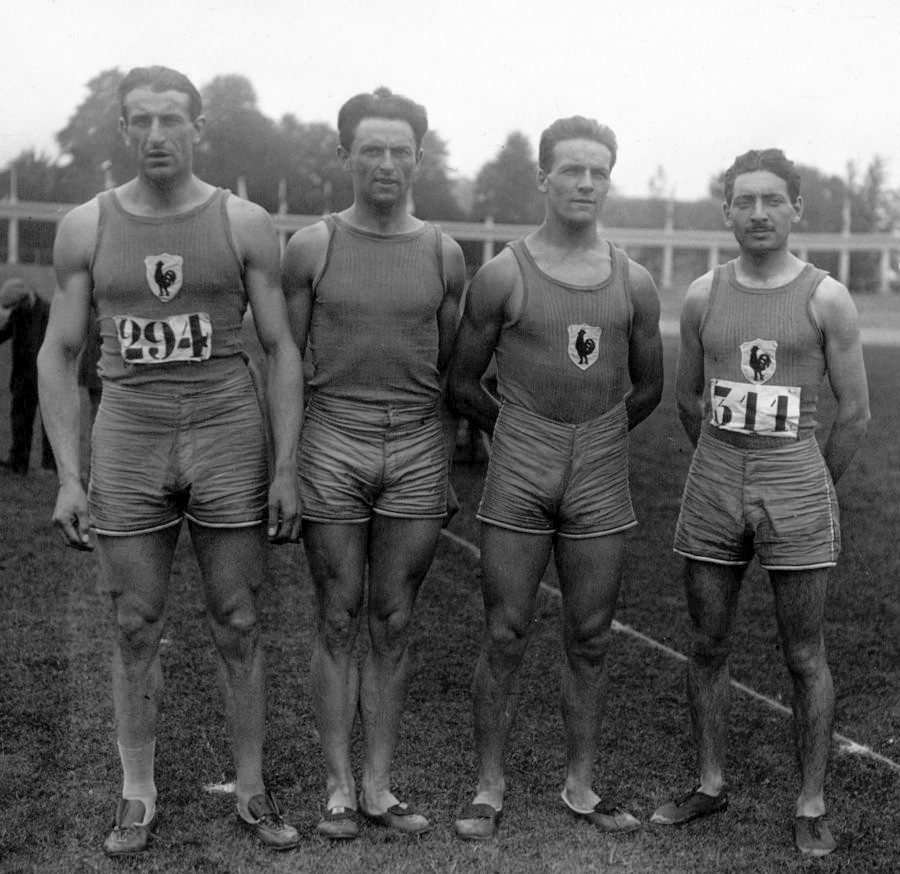
Bronze für Frankreich (v. l. n. r.): Géo André, André Devaux, Gaston Fery, Maurice Delvart

Alle Staffeln traten in der jeweils selben Besetzung an wie bereits in den Vorläufen. Im 400-Meter-Einzellauf war schon deutlich geworden, dass die US-Läufer ihre Überlegenheit eingebüßt hatten. So gingen sie mit Platz vier hier auch medaillenleer aus. Die britische Staffel gewann die Goldmedaille vor Südafrika und Frankreich.
Im Gegensatz zur 4-mal-100-Meter-Staffel war die Qualität dieser längeren Staffel nicht hoch. Acht Jahre zuvor waren die siegreichen US-Läufer um fast sechs Sekunden schneller gewesen.
Nach der Goldmedaille im 400-Meter-Lauf und Bronze über 800 Meter gab es für den Südafrikaner Bevil Rudd die dritte Medaille. So konnte er einen kompletten Medaillensatz mit nach Hause nehmen.